# Виброприбор (Кишинев)
ПО Виброприбор (Vibropribor S.R.L.) — это советское и молдавское производственное объединение (ПО), созданное в 1958 в Кишиневе. Было одним из ведущих приборостроительных предприятий Молдавской ССР. Специализировалось в приборостроении, радиоэлектроники, производстве электрооборудования.

## История
В 1958 году постановлением Совета министров СССР в МССР был создан завод «Виброприбор». Начали его строить на территории, где ранее располагалось Епархиальное Женское Училище(1864 года), сильно пострадавшее после освобождения Кишинева. Первым директором был Литвин Максим Григорьевич.
В начале завод располагал единственным производственным корпусом и выпускал осциллографы. Первым продуктом, был осциллограф ПОБ-14, предназначенный для исследования амплитудных и временных параметров электрического сигнала. Осциллографы предприятия использовались в различных областях: геофизика, поиск и регистрация землетрясений, инженерия, при испытаниях на стойкость и виброустойчивость конструкций, в медицине, для регистрации показателей жизнедеятельности пациентов, в авиации, для записи параметров полета.
На заводе в былые года трудилось более 5 тысяч человек. К концу 80-х годов производство выпускало свыше 50-ти наименований приборов и изделий — осциллографы, гальванометры, аппаратуру точной магнитной записи, оборудование для геофизических исследований, оптические детали, приборы автоматического пожаротушения, разнообразные товары народного потребления. Предприятия выпускало также серийные изделия, связанные с гидрологией, метрологией, производством деталей для атомных электростанций, а еще продукцию оборонного характера. За 1970-е и 1980-е годы валовая продукция увеличилась в 4 раза, средства — в 2,5, производительность труда — в 2,8 раза. Продукция экспортировалась в 22 страны.
Из 39 новых типов изделий, освоенных на «Виброприборе», 27 были отмечены престижными наградами ВДНХ СССР. Так же предприятие получило 99 медалей на престижных всесоюзных форумах. В 1978 году на Лейпцигской международной ярмарке осциллограф со световым лучом H043 получил золотую медаль. Участник международных выставок и ярмарок в ГДР, Великобритании, Сирии, Алжире, Марокко, Колумбии и других. Завод «Виброприбор» получил звание «Образцового предприятия» министерства Советского Союза, а в 1981 году был награжден орденом «Знак почета». 75 лучших работников награждены орденами СССР.
В 2007-м году Агентство публичной собственности включило «Виброприбор» в список предприятий, выставленных на продажу. Первоначальная цена составляла 250 миллионов леев, затем 170 миллионов, в последующие годы постепенно снижалась. Госпредприятие «Виброприбор», площадью 41,4 тыс. кв. м в центре Кишинева на участке в 5 га, было продано единым имущественным комплексом решением конкурсной комиссии от 10 апреля 2017 г. компании Horus Energy Holding за 38,6 млн. леев. В том же 2017 году «Виброприбор» преобразован в общество с ограниченной ответственностью Vibropribor S.R.L.
Впоследствии в некоторых отремонтированных помещениях завода был открыт Community Business Center - коворкинг центр.

## Галерея
- Community Business Center (Бывший административный корпус)